# سوامب ثينغ
شيء المستنقع هو بطل خارق في دي سي كومكس  من ابتكار لين وين.